# Hunelle
La Hunelle est un ruisseau de Belgique, affluent de la Dendre orientale, donc un sous-affluent de l'Escaut. 

## Géographie
Il prend sa source dans le bois de Belœil, continue sa route dans les villages de Huissignies, Ladeuze, Tongre-Notre-Dame, Tongre-Saint-Martin, Chièvres et Arbre, puis se jette dans le bras oriental de la Dendre. Le ruisseau est connu pour ses nombreux moulins.